# 商工會議所前站
商工會議所前站（日语：／ Shokokaigishomae Eki */?）是位於福井縣福井市西木田，福井鐵道福武線的電車站。車站編號為F19。

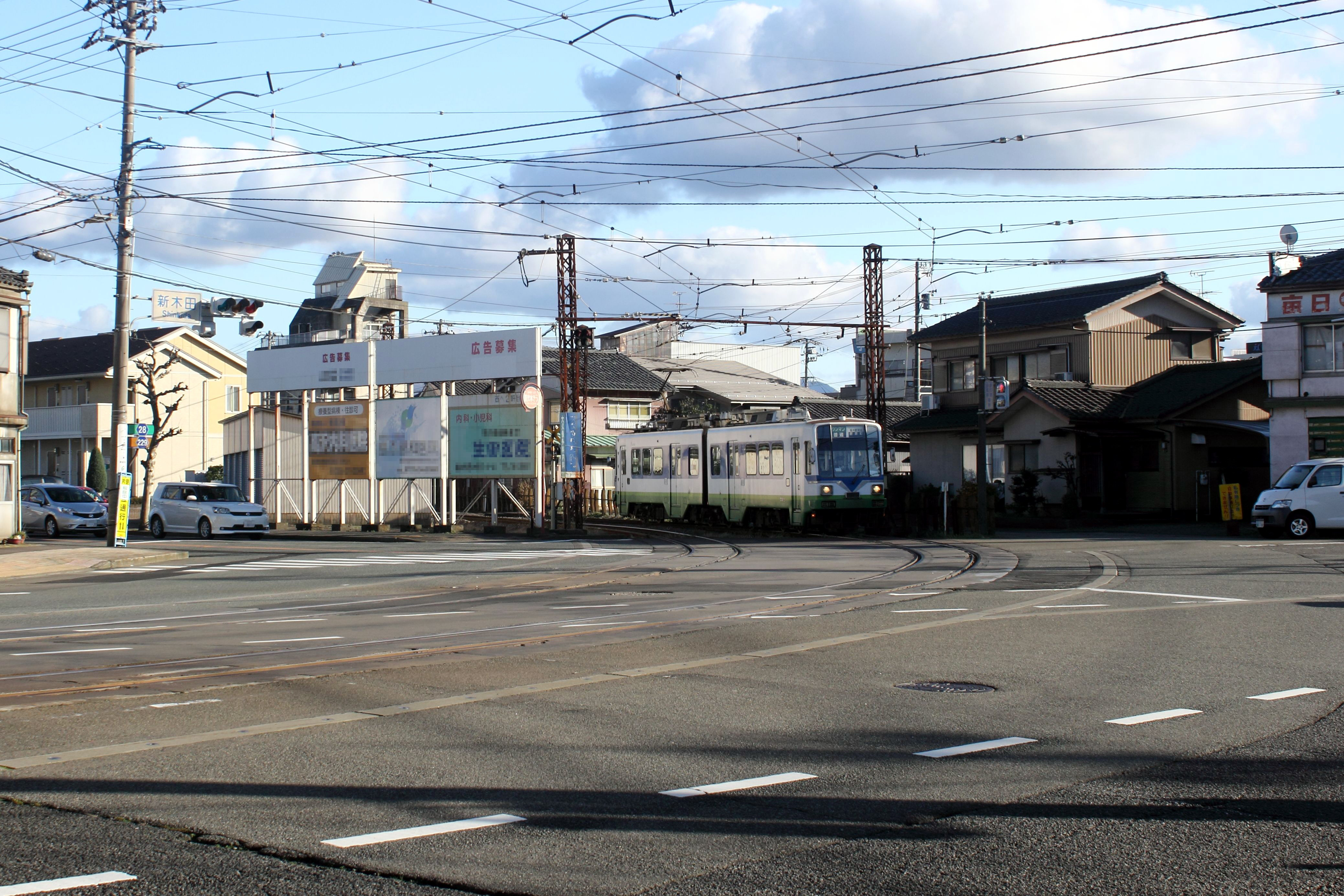
鐵路與軌道之間的邊界——新木田路口

車站位於福井縣道28號中的「鳳凰通」上。本站為福武線線道內「鐵道線」和「軌道線」的分界，在武生新一方設有鐵路邊界點，邊界兩邊分別以鐵道事業法和軌道法管轄。然而，基於車輛的使用以及運行方式，「鐵道線」和「軌道線」已不再過於細分。

## 車站結構
因開始進入市區範圍，車站採用簡易式車站模式，與一般日本國內的輕軌運輸系統車站大抵類近。

### 月台
設有2面2線的相對式月台（千鳥式月台），兩月台分別鄰接兩個路口。
| 月台 | 路線                   | 上下行 | 方向                         |
| ---- | ---------------------- | ------ | ---------------------------- |
| 西邊 | ■福武線 （鳳凰田原線） | 下行   | 福井站、田原町方向           |
| 東側 | ■福武線 （鳳凰田原線） | 上行   | 紅十字前、西鯖江、武生新方向 |

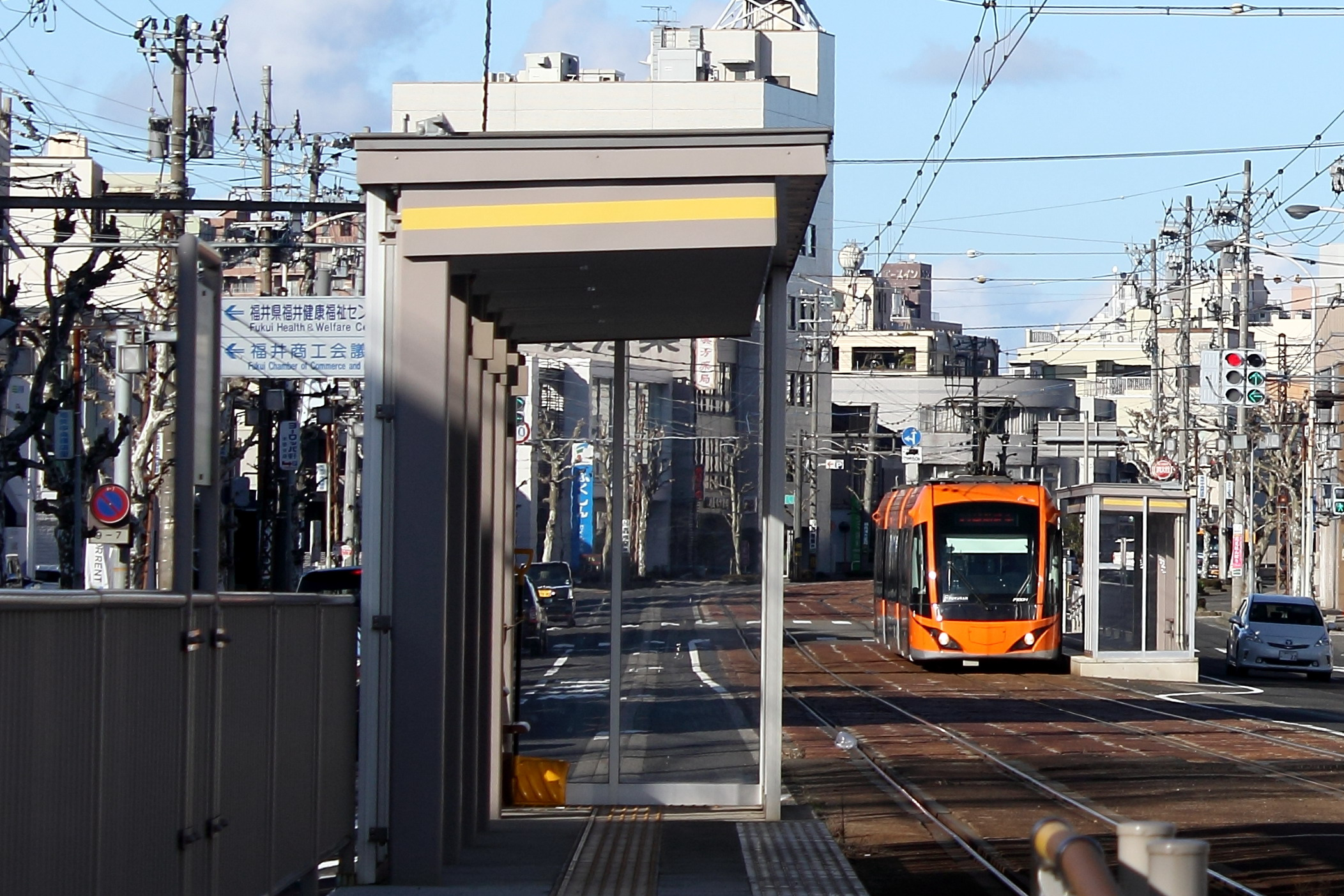
田原町方向月台望向武生新方向
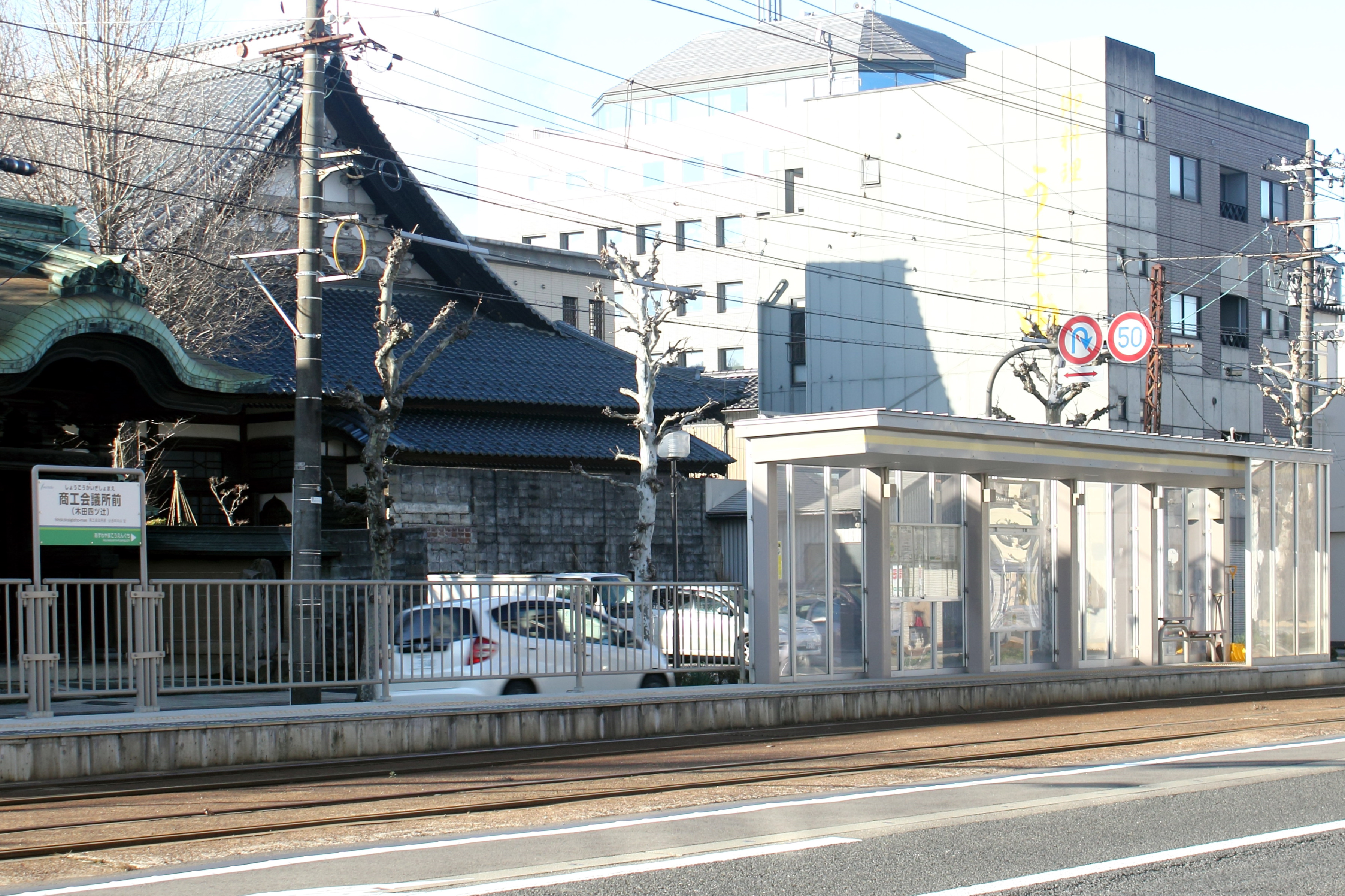
田原町方向月台
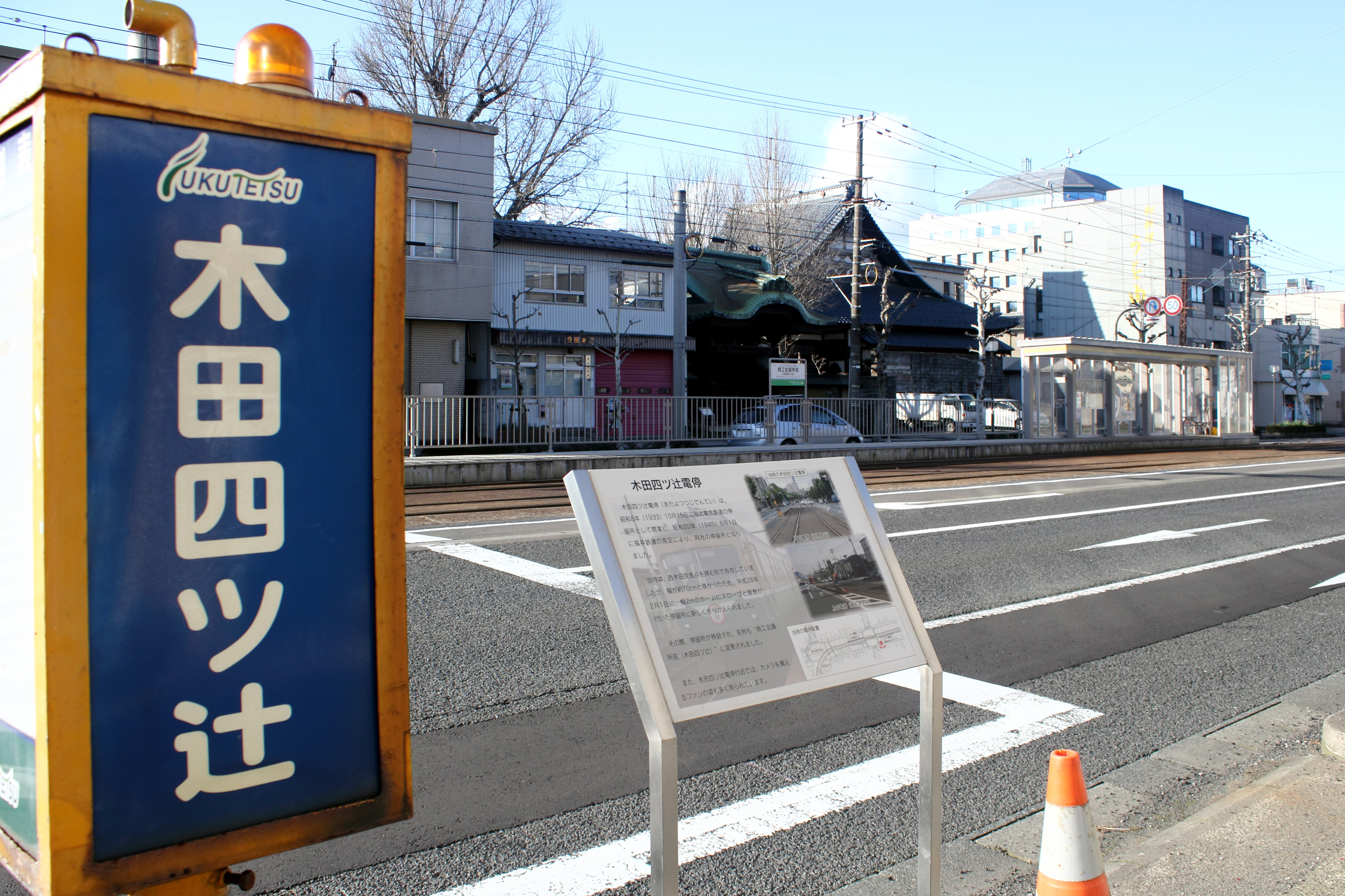
田原町方向月台與舊站名牌
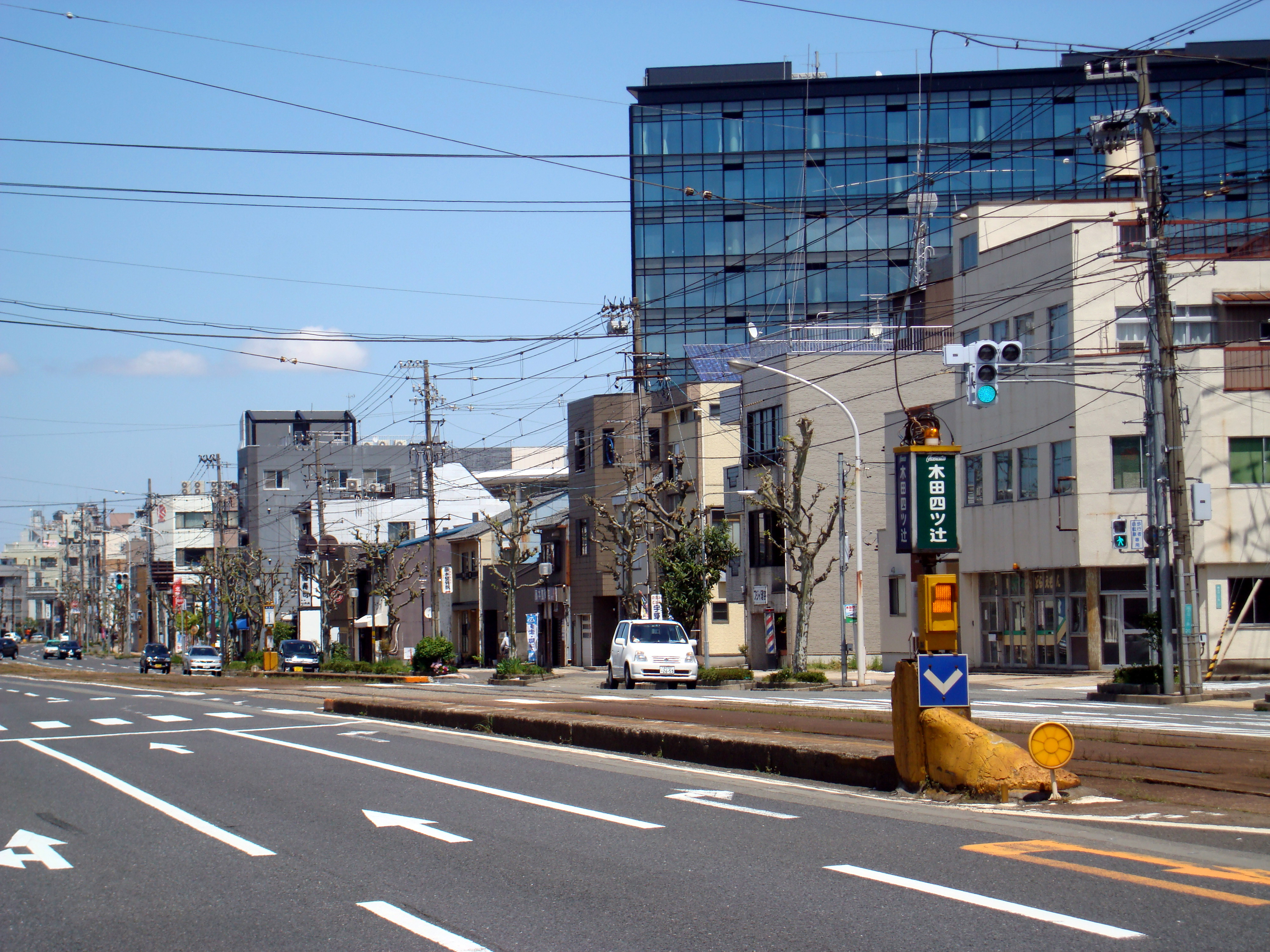
木田四辻站時代的田原町方向月台（2013年5月3日）

## 歷史
- 1933年10月15日：福武電氣鐵道木田四辻站啟用[1][2]。
- 1945年8月1日：福井鐵道成立，成為福井鐵道的車站[2]。
- 2015年10月29日：發表在2016年3月車站改名為商工會議所前站[3]。
- 2016年：

- 2月1日：車站遷移至現址。
- 3月27日：車站改名為商工會議所前站。隨時間表修正，升格至急行停車站。

- 2024年10月11日：可使用ICOCA及全國通用IC卡付款[6][7]。

## 使用狀況
根據國土交通省「國土數值情報」，以下為1日平均上下車人次：
| 上落車人次變化 | 上落車人次變化 |
| 年度           | 1日平均人次    |
| -------------- | -------------- |
| 2011           | 51             |
| 2012           | 61             |
| 2013           | 61             |
| 2014           | 61             |
| 2015           | 55             |
| 2016           | 29             |
| 2017           | 34             |
| 2018           | 40             |
| 2019           | 23             |
| 2020           | 34             |
| 2021           | 33             |
| 2022           | 46             |

## 相鄰車站
福井鐵道
■福武線（市內軌道線）
■急行、■區間急行、■普通
紅十字前（F18）－商工會議所前（F19）－足羽山公園口（F20）

## 外部連結
- 福井鐵道商工會議所前站 （页面存档备份，存于）（日語）